# Старые стены
«Ста́рые стены» — советская мелодрама, снятая в 1973 году режиссёром Виктором Трегубовичем по сценарию Анатолия Гребнева.

## Сюжет
Повстречавшись в санатории с бывшим лётчиком Володей, теперь работающим шофёром, директор подмосковной текстильной фабрики Анна Георгиевна Смирнова пытается решить ещё и сугубо личный вопрос: она — только директор и депутат, или также ещё женщина и мать?

В фильме много тем и подтем, метких наблюдений, острых замечаний, высказанных хотя и вскольз, но затрагивающих серьезные аспекты повседневности. Картина вообще подкупает достоверностью, подлинностью изображения реальной действительности и при этом далека от бескрылого бытовизма. (Кинокритик Михаил Белявский, «Спутник кинозрителя», апрель 1974 года)
У фильма открытый финал.

## В ролях
| Актёр                | Роль                                   |
| -------------------- | -------------------------------------- |
| Людмила Гурченко     | Анна Георгиевна Смирнова               |
| Армен Джигарханян    | Володя                                 |
| Евгения Сабельникова | дочь Анны Георгиевны Ирина             |
| Вера Кузнецова       | бабушка                                |
| Евгений Киндинов     | Павлик (озвучивал Алексей Консовский)  |
| Андрей Миронов       | Аркадий (озвучил Александр Демьяненко) |
| Федор Одиноков       | Александр Иванович                     |
| Борис Гусаков        | главный инженер                        |
| Валентина Ананьина   | Анна Никитична                         |
| Борис Аракелов       | Ермаков                                |
| Алла Будницкая       | Ниночка                                |
| Елена Валаева        | рабочая Аля Вознесенская               |

## Съёмочная группа
- Сценарист: Анатолий Гребнев
- Режиссёр-постановщик: Виктор Трегубович
- Оператор: Эдуард Розовский
- Композитор: Георгий Портнов

В фильме звучат песня «Волны» («Зачем я с вами в этот вечер?») — музыка Георгия Портнова, слова Кима Рыжова, исполняет певец Лаки Кесоглу, русская народная песня «Сронила колечко».
По сценарию фильма была написана пьеса «Из жизни деловой женщины».
Фильм был снят на Новоткацкой фабрике города Ногинск Московской области, построенной в 1906-08 годах, как часть комплекса Глуховской мануфактуры Морозовых. Ранее в этом же здании был снят фильм «Светлый путь» с Любовью Орловой. Сцены в санатории и на море снимались в Пицунде.

## Награды, номинации, фестивали
Государственная премия РСФСР имени братьев Васильевых (1976) — Анатолий Гребнев, Людмила Гурченко, Эдуард Розовский, Виктор Трегубович.